# Boulangisme

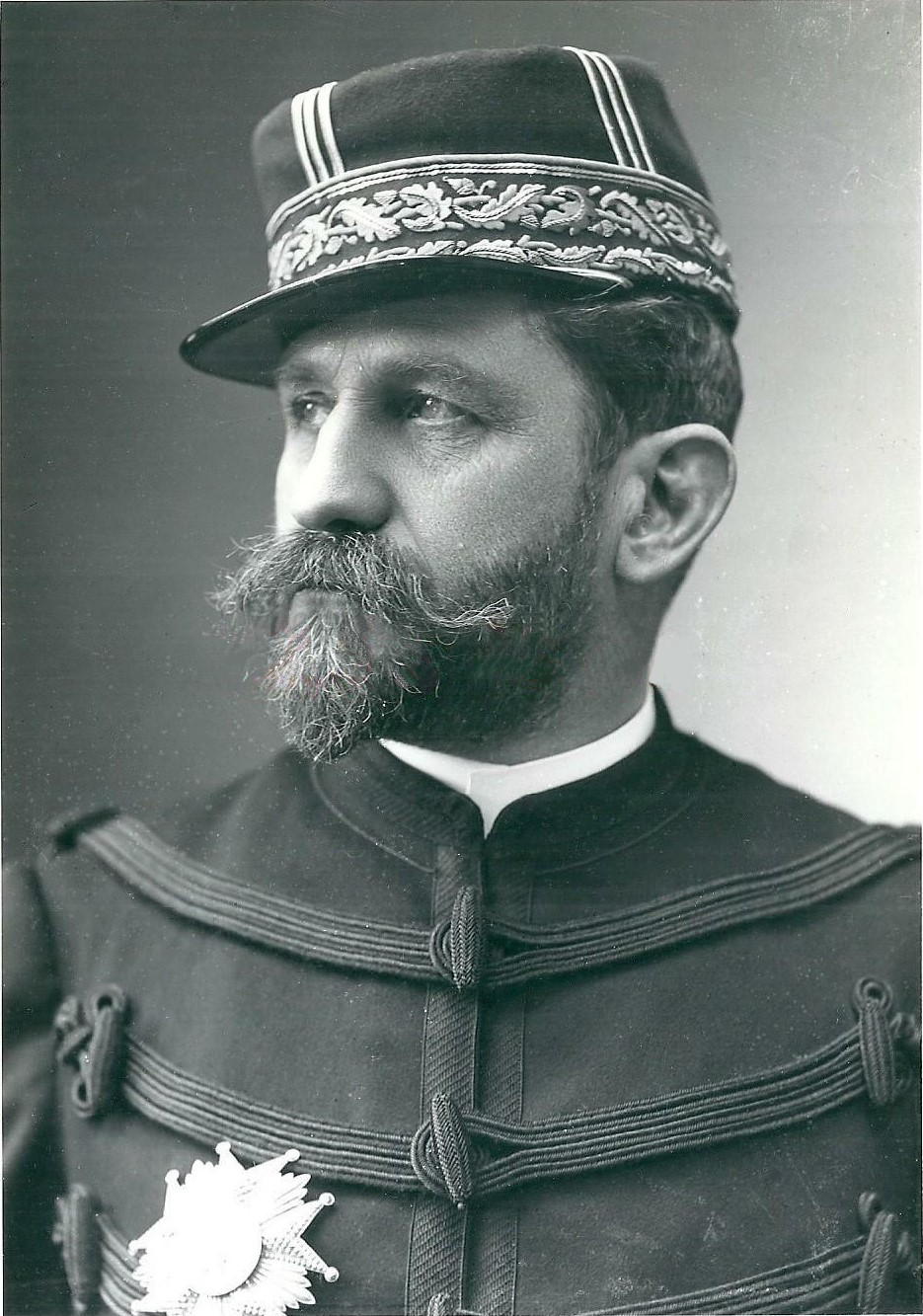
Boulanger, foto gemaakt door Nadar

Het boulangisme was een politieke stroming in Frankrijk aan het einde van de 19e eeuw.
De naam van de stroming kwam van generaal Georges Boulanger (1837-1891), een populistisch politicus die zich in korte tijd geliefd wist te maken onder grote delen van de bevolking. Boulanger richtte, nadat hij in 1887 geen minister in de nieuwe regering meer mocht worden, zijn eigen politieke partij op, de Mouvement Boulangiste. De stroming betekende door haar ideeën een gevaar voor Frankrijk, in die tijd de Derde Franse Republiek.

## Geschiedenis van het boulangisme
Generaal Georges Boulanger, die zich verdienstelijk had gemaakt als legerhervormer, werd een vertrouweling van Georges Clemenceau die hem introduceerde in de kringen der radicalen, dat wil zeggen uiterst linkse politici. Hij werd algauw als een 'republikeinse generaal' bestempeld. Boulanger werd op 7 januari 1886 als minister van Defensie opgenomen in het links-republikeinse kabinet-De Freycinet. Hij voerde als minister van Defensie een revanchistisch beleid. Hij liet de legerkampen aan de grens tussen Frankrijk en Duitsland en liet militaire faciliteiten aanleggen in de Territoire de Belfort. Hij verklaarde bovendien openlijk dat het militaire beleid niet meer op de defensie was gericht, maar op de aanval. Door zijn nationalistisch getinte redevoeringen en zijn bravoure maakte hij zich geliefd in de kringen der revanchisten.
Hij maakte in maart 1886 op vreedzame wijze een einde aan een mijnwerkersstaking in Decazeville, en verwierf daarmee de sympathie van een deel van het proletariaat. Hij ontsloeg in mei 1886 conform een nieuwe wet alle prinsen van voormalige Franse vorstenhuizen, die dienst in het Franse leger waren. Door deze maatregel rees zijn ster in republikeinse kringen. Hij bleef in december 1886 minister van Defensie in het radicale kabinet-Goblet, dat het kabinet-De Freycinet opvolgde.
Guillaume Schnaebelé, een medewerker van de Franse spoorwegen, werd in april 1887 onder valse voorwendselen naar Duitsland gelokt, zogenaamd voor werkoverleg met Duitse collega's, waar hij door de Duitse autoriteiten werd gearresteerd en van spionage werd beschuldigd. Boulanger eiste directe mobilisatie van het leger en drong aan op een revanche voor de verloren Frans-Duitse Oorlog. Minister van Buitenlandse Zaken Gustave Flourens drong aan op onderhandelingen met de Duitsers en raakte met Boulanger in conflict. Premier René Goblet koos aanvankelijk noch voor Boulanger, noch voor Flourens, maar later toch voor Flourens. Toen Schnaebelé korte tijd later werd vrijgelaten liep de affaire met een sisser af. Voortaan werd Boulanger door zijn collega's in de regering gezien als een gevaar. Het kabinet-Goblet kwam in mei 1887 ten val. Premier Goblets opvolger, Pierre Tirard, nam Boulanger niet in zijn kabinet op.
De populariteit van Boulanger was opdat moment echter zó groot, dat hij bij tussentijdse verkiezingen dat jaar, met gemak voor het departement Seine in de Kamer van Afgevaardigden, Chambre des Députés, werd gekozen. Boulanger, voorheen de held van links, werd nu omarmd door rechts. Financieel gesteund door rijke aristocraten, zoals Arthur, comte Dillon, begon Boulanger een eigen politieke beweging, de Boulangistische Beweging. De beweging trok mensen van diverse politieke overtuiging aan: rechtse nationalisten, revanchisten, republikeinen die streefden naar een krachtig gezag, teleurgestelde radicalen, maar ook monarchisten: orléanisten en bonapartisten. Zelfs socialisten, waaronder de volgers van Louis Auguste Blanqui, en revolutionairen voelden zich tot de sociale denkbeelden van Boulanger aangetrokken.
De Boulangistische Beweging streefde een aantal zaken na:
- Herziening, révision

De Franse grondwet moest worden herzien. Iedereen hoopte op de invoering van een krachtige uitvoerende macht: monarchisten zagen hierin de hoop dat Boulanger de monarchie zou herstellen, de rechtse republikeinen hoopten op de invoering van een presidentieel systeem, het conservatieve officierenkorps dachten aan de invoering van een militaire dictatuur en de socialistische en radicale boulangisten hoopten op invoering van een sociale republiek.
- Herstel, restauration

De oude glorie van Frankrijk moest terugkomen. Dit programmapunt werd door de monarchisten uitgelegd als de herinvoering van de monarchie, militaire aanhangers van Boulanger legden dit punt uit als herstel van de militaire macht en radicalen en socialisten meenden dat de denkbeelden van de Franse Revolutie weer moesten worden ingevoerd.
- Wraak, révanche

Alle aanhangers van Boulanger waren het er wel over eens dat een aanvalsoorlog op Duitsland noodzakelijk was om het prestige van Frankrijk te herstellen.
Boulanger had in januari 1888 in Zwitserland een ontmoeting met prins Napoleon, de bonapartistische troonpretendent, die hem financiële steun beloofde. 1888 Boulanger werd op 15 april voor het Noorderdepartement in de Assemblée Nationale gekozen. Zijn inauguratie als kamerlid in juli 1888 werd een waar volksfeest: een bevestiging van zijn aanhoudende populariteit onder de bevolking. Hij werd tijdens een hevige verkiezingsstrijd met een overweldigend aantal stemmen op 27 januari 1889 in drie kiesdistricten in Parijs in de Kamer van Afgevaardigden herkozen. In aanwezigheid van 55.000 aanhangers vierde Boulanger zijn verkiezingsoverwinning. Alfred Naquet, een van zijn belangrijkste adviseurs, hij werd wel gezien als het brein achter de Boulangistische Beweging, probeerde Boulanger over te halen om een staatsgreep te plegen en president te worden. Boulanger ging niet op het verzoek in, hij meende dat een staatsgreep niet nodig was: hij zou tussentijdse presidentsverkiezingen uitlokken en dan op legale weg het presidentschap veroveren. Zijn aanhangers waren teleurgesteld. Toen de regering hiervan op de hoogte was gesteld, besloot men eens en voor altijd met Boulanger af te rekenen. Er werd op 1 april een arrestatiebevel tegen hem uitgevaardigd, maar Boulanger, op de hoogte van het regeringsvoornemen, was reeds naar het buitenland gevlucht.
Samen met zijn minnares, Marguerite de Bonnemains, vestigde hij zich in Brussel. Boulanger werd van deelname aan de parlementsverkiezingen van september 1889 uitgesloten. Bij deze verkiezingen behaalden de boulangisten maar 72 zetels: niet de winst die de boulangisten hadden verwacht. De radicalen en republikeinen waren de grote winnaars. Een teleurgestelde Boulanger pleegde op 30 september 1891 zelfmoord op het graf van Marguerite, die een aantal weken daarvoor was overleden.
Met de dood van de generaal kwam een einde aan het boulangisme. De Boulangistische Beweging, door sommigen gezien als een voorloper van het fascisme, en door anderen waaronder Jean Jaurès, als een socialistische hervormingsbeweging, was de eerste echte massabeweging in de geschiedenis van Frankrijk. De eerste visie overheerst nog steeds onder historici, ondanks de aanhang van Boulanger onder socialisten, met volgers van Blanqui. Anders dan de bestaande partijen, met uitzondering van de Parti Radical en minieme socialistische partijtjes, kon de Boulangistische Beweging op een brede steun rekenen, vooral in de grote steden. Op het platteland en in kleine gemeenten was de aanhang altijd beperkt.

## Prominente boulangisten

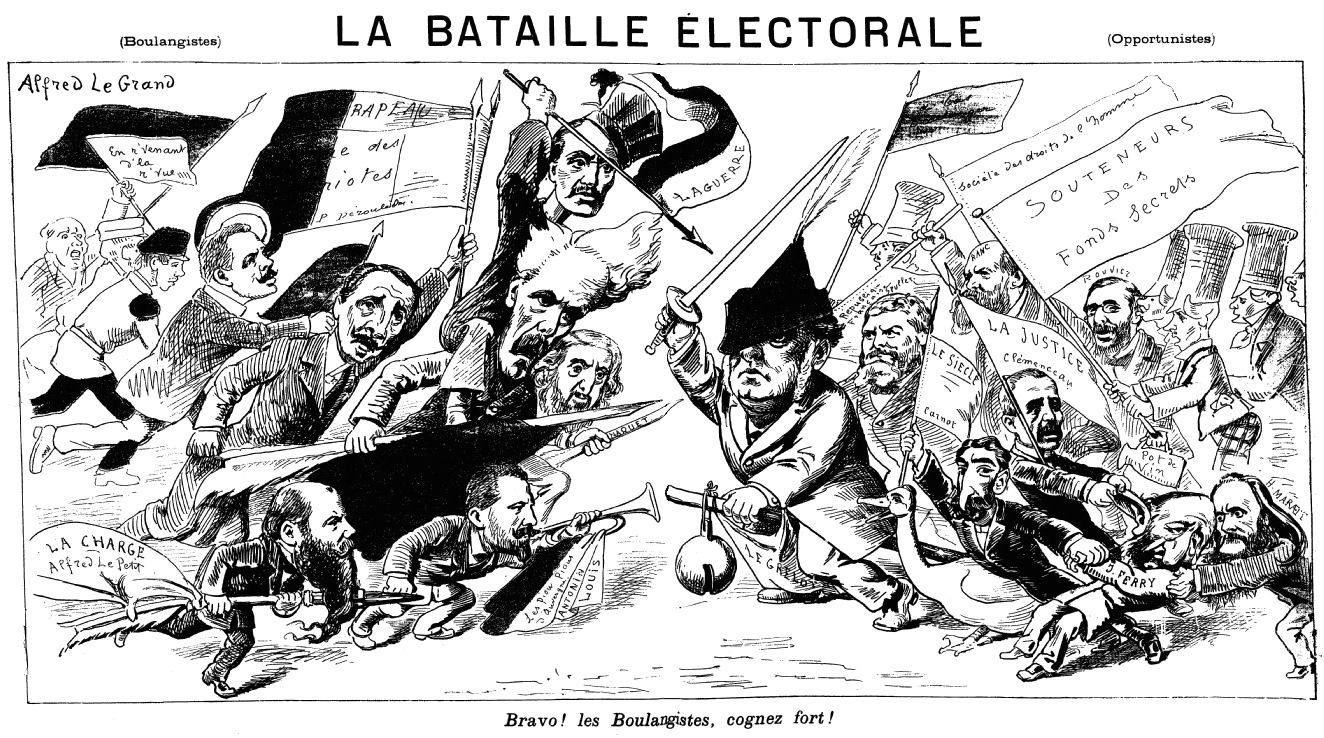
Karikatuur van Georges Clemenceau,
1888 in het boulangistische La Diane.

Het boulangisme had aanhang onder een groot deel van de bevolking van Frankrijk.
- rechts georiënteerde aanhangers
  - Maurice Barrès - nationalistisch republikein
  - Arthur, comte Dillon - studievriend van Boulanger uit het leger, financier en in 1889 boulangistisch kamerlid van de Boulangistische Beweging
- links georiënteerde aanhangers
- radicale aanhangers
  - Paul Déroulède - sociaalgezind jacobijn maar tegenstander van de communards, revanchist, kamerlid van 1889 tot 1899, Antidreyfusards
  - Henri Rochefort - ultraradicaal, Dreyfusard